# Clasificación para la Copa Mundial de Rugby de 2019

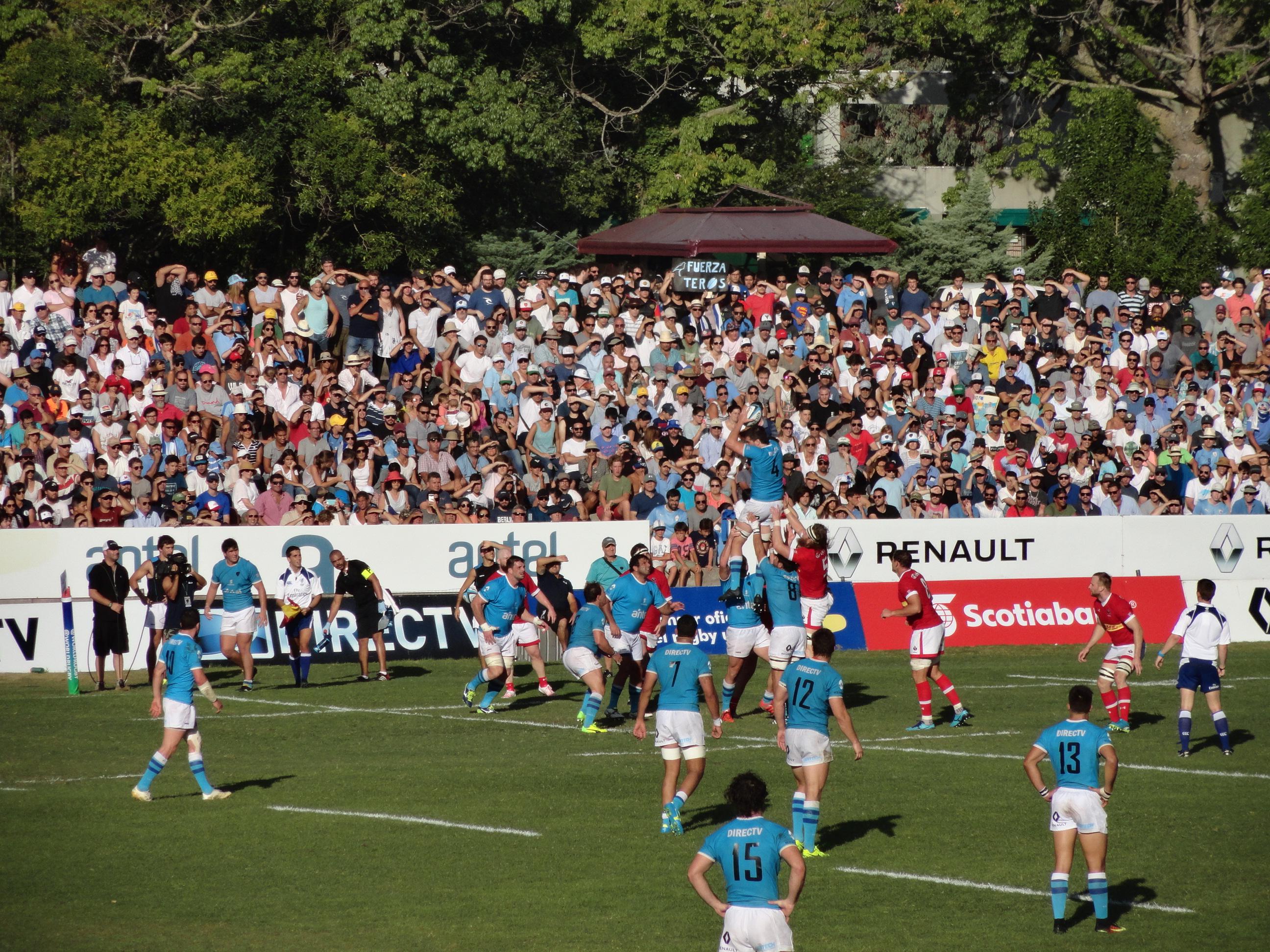
Partido de la clasificación americana entre Uruguay y Canadá

El proceso de clasificación para la Copa Mundial de Rugby de 2019 comenzó durante la fase de grupos de la Copa Mundial de Rugby de 2015, donde los tres primeros equipos de cada grupo se quedan clasificados automáticamente para la edición de 2019. Los otros ocho equipos restantes se clasificarán mediante un sistema de clasificación, el cual tendrá lugar entre los años 2016 y 2018 mediante torneos regionales y una fase de repesca.

## Equipos clasificados
| Torneos clasificatorios | Torneos clasificatorios | Torneos clasificatorios | Torneos clasificatorios | Torneos clasificatorios | Torneos clasificatorios |
| ----------------------- | ----------------------- | ----------------------- | ----------------------- | ----------------------- | ----------------------- |
| África                  | Américas                | Asia                    | Europa                  | Oceanía                 | Repesca                 |

|                                                         | África             | Américas                                         | Asia                                     | Europa                                                                | Oceanía                            |
| ------------------------------------------------------- | ------------------ | ------------------------------------------------ | ---------------------------------------- | --------------------------------------------------------------------- | ---------------------------------- |
| Clasificados en la edición de 2015                      | - Sudáfrica        | - Argentina                                      | - Japón (anfitrión)                      | - Inglaterra - Francia - Georgia - Irlanda - Italia - Escocia - Gales | - Australia - Nueva Zelanda        |
| Clasificados por torneos regionales                     | - Namibia África 1 | - Estados Unidos Américas 1 - Uruguay Américas 2 |                                          | - Rusia Europa 1                                                      | - Fiyi Oceanía 1 - Tonga Oceanía 2 |
| Clasificados por playoff inter-confederación            |                    |                                                  |                                          | - Alemania Europa 2                                                   | - Samoa Oceanía 3                  |
| Clasificados por repesca de playoff inter-confederación |                    |                                                  | - Hong Kong Asia 1                       |                                                                       | - Islas Cook Oceanía 4             |
| Clasificados por repesca                                | - Kenia África 2   | - Canadá Américas 3                              | - Hong Kong Ganador Oceanía/Asia playoff | - Alemania Perdedor Europa/Asia playoff                               |                                    |

## Proceso de clasificación
La fase de clasificación empezó con la Copa Mundial de Rugby de 2015, doce equipos se clasificaron automáticamente al quedar ubicados en los tres primeros puestos de cada uno de los cuatro grupos.
Las otras ocho plazas disponibles para el torneo se obtuvieron a través de torneos regionales y de un posterior proceso de repesca. Esta fase de clasificación comenzó en 2016, de forma que para noviembre de 2018 se conoció a los veinte equipos clasificados para la Copa Mundial de Rugby de 2019.
El sorteo para la fase de grupos del Mundial del 2019 tuvo lugar en diciembre de 2016. Al igual que el torneo de 2015, los doce equipos clasificados automáticamente estuvieron agrupados en tres bombos distribuidos según su clasificación en el ranking de la World Rugby en la fecha del sorteo, mientras que las ocho plazas restantes se distribuyeron en un cuarto y un quinto bombo.

## Procesos regionales de clasificación
Seis de las ocho plazas fueron asignadas por la World Rugby a las diferentes regiones, mientras que las dos últimas plazas fueron designadas por un play-off entre las confederaciones de Europa y de Oceanía; y un torneo de repesca.
| Región   | Clasificados automáticos | Equipos en proceso de clasificación | Plazas de clasificación | Equipos clasificados   | Grupo(s) en el Mundial | Plazas en repesca | Equipos en repesca    |
| -------- | ------------------------ | ----------------------------------- | ----------------------- | ---------------------- | ---------------------- | ----------------- | --------------------- |
| África   | 1                        | 6                                   | 1                       | Namibia                | TBD                    | 1                 | Kenia                 |
| Américas | 1                        | 1                                   | 2                       | Estados Unidos Uruguay | TBD                    | 1                 | Canadá                |
| Asia     | 1                        | 3                                   | 0                       | —                      | TBD                    | 0                 | TBD                   |
| Europa   | 7                        | 2                                   | 1/21                    | Rusia                  | TBD                    | 0                 | TBD                   |
| Oceanía  | 2                        | 2                                   | 2/31                    | Fiyi Tonga             | TBD                    | 0                 | TBD                   |
| Repesca  | 2                        | 4                                   | 1                       | Samoa                  | TBD                    | 2                 | Hong Kong Alemania    |
| TOTAL    | 14                       | 18                                  | 7                       | 7                      |                        | 4                 | (1 Plaza para la RWC) |

1 Playoff de Europa/Oceanía: Europa podría obtener una segunda plaza, mientras que Oceanía podría obtener una tercera plaza, de forma que el segundo clasificado en el torneo europeo jugará un torneo a ida y vuelta contra el tercer clasificado de la Pacific Nations Cup, para lograr la clasificación para la Copa Mundial de Rugby de 2019. El perdedor de esta ronda, daría a Europa o a Oceanía una plaza en la repesca para obtener la última plaza disponible para el torneo de 2019 (o una segunda plaza - ver nota 2).
2 Playoff de Asia/Oceanía: El mejor clasificado en el torneo asiático, excepto Japón, jugará un encuentro a doble partido contra el ganador de la Copa de Oceanía, para obtener una plaza en la repesca final.